# Johann Aegidius Bach
Johann Aegidus Bach (1645-1716) va ser un compositor del barroc, membre de la Família Bach, una de les que més músics de renom ha aportat a la història. Organista, virtuós de la viola i director d'orquestra, pertany a l'anonemada branca d'Erfurt (ja que és fill de Johann Bach) i és l'oncle de Johann Sebastian Bach.